# Solen viridis
Solen viridis är en musselart som beskrevs av Thomas Say 1821. Solen viridis ingår i släktet Solen och familjen Solenidae. Inga underarter finns listade i Catalogue of Life.